# 同益乡 (临武县)
同益乡，是中华人民共和国湖南省郴州市临武县下辖的一个乡镇级行政单位。

## 行政区划
同益乡下辖以下地区：
老寨村、两寨村、大步村、同益村、油行村、欧果村、秀源村、三村、唐家村、石桥村、太坪村、集村、坦下村、溪江村和杨柳村。